# Pierre Girard (cardinal)
Pour les articles homonymes, voir Pierre Girard (homonymie) et Girard.
Pierre Girard, dit le « cardinal du Puy », né à Saint-Symphorien-le-Château dans le Lyonnais et mort le 9 novembre 1415 à Avignon, est un pseudo-cardinal français créé par l'antipape d'Avignon Clément VII.

## Biographie
Girard étudie à la manécanterie de la primatiale Saint-Jean de Lyon avant d'étudier le droit et de se diriger vers une carrière ecclésiastique. Il est archidiacre de Bourges, chanoine d'Autun, prévôt à Marseille et clerc à la chambre apostolique. En 1382, il est nommé évêque de Lodève et en 1385, il est transféré au Puy et nommé nonce apostolique en France.
L'antipape Clément VII le crée « cardinal » lors du consistoire du 17 octobre 1390. Il est administrateur de Nîmes en 1391-1393. Pierre Girard est grand pénitencier à partir de 1394. Il est nommé évêque du diocèse suburbicaire de Frascati en 1402 ou 1405. Girard abandonne l'antipape Benoît XIII en 1408. L'année suivante, il assiste au concile de Pise qui dépose Benoit XIII. L'antipape Jean XXIII le reconnaît comme évêque de Frascati en 1410 et le nomme légat apostolique à Avignon.
Le cardinal Girard participe au conclave de 1394 lors duquel l'antipape Benoît XIII est élu et aux conclaves de 1409 (élection de l'antipape Alexandre V) et de 1410 (élection de l'antipape Jean XXIII).